# 朝興貴祐貴
朝興貴 祐貴（あさこうき ゆうき、1990年12月19日 - ）は、兵庫県高砂市出身で、高砂部屋所属の現役大相撲力士。本名は久保田 祐貴（くぼた ゆうき）。身長186.0cm、体重130.2kg、血液型はB型。最高位は東幕下11枚目（2021年5月場所）。

## 来歴
高砂市立竜山中学校在学中に柔道を始める。中学卒業後は恩師を頼って興國高等学校に入学し、片道2時間の通学を3年間続けた。高校時代には大阪府で開かれた柔道の大会で準優勝を経験している。2009年2月、力士になることを志してコノミヤ社長の紹介で高砂部屋に入門、同年3月場所で初土俵を踏んだ。前相撲は2番出世で、新序出世披露では部屋の兄弟子となった朝赤龍の化粧回しをつけた。
2011年11月場所で初めて三段目に上がったが、2勝5敗の成績に終わり、1場所で陥落。2012年9月場所で2度目の昇進をするが、右足首を怪我したため全休した。しかし、序二段に下がった翌11月場所は7戦全勝の好成績で序二段優勝とし、2010年1月場所の幕内優勝だった朝青龍以来となる、高砂部屋力士の各段優勝となった。2013年は1年を通して三段目に在位したが、うち5場所で負け越して壁に跳ね返され、2014年1月場所では再び序二段に降格。再び7戦全勝として優勝決定戦に進出したが、琴仁成に負けて2度目の序二段優勝はできなかった。しかし、この活躍により続く3月場所では東三段目15枚目まで最高位を更新した。同年7月場所は西三段目19枚目で6勝1敗と好成績を残し、翌9月場所には幕下に昇進。さらに続く11月場所では西幕下34枚目まで最高位を更新。その後、同部屋の朝弁慶が十両昇進を果たしたことや師匠の出身大学である近畿大学から2人の新弟子が入ったことなどに刺激を受けたこともあり、2016年7月場所は西三段目16枚目の地位で7戦全勝を果たしたのちに優勝決定戦を制して三段目優勝を飾った。2018年1月場所は東幕下54枚目で5勝2敗。ウエイトトレーニングはせず、相撲の稽古だけで鍛えて場所に望み、鋭い立ち合いから攻めが冴えた。場所後「ヒザは100パーセントではないですが、だいぶよくなりました。今年は地元で頑張りたいです」と奮起を誓った。

## エピソード
- 高校卒業後は一時警察官になることを志しており、警察官採用試験も受験したことがあるが、不合格となっている[5]。
- 「朝興貴」の四股名の由来は、師匠高砂親方の現役時代の四股名、学校の名前、本名から1字ずつとったものである[6]。
- 2017年6月26日に相撲列車で名古屋入りした際に「名古屋に来ると、いつもみそカツやうなぎを食べる。しっかり稽古（けいこ）して備えたい」と自身の嗜好を語りつつ表情を引き締めた[7]。

## 主な成績
2025年7月場所終了現在

### 通算成績
- 生涯戦歴：332勝326敗14休（97場所）

### 各段優勝
- 三段目優勝：2回（2016年7月場所、2018年9月場所）
- 序二段優勝：1回（2012年11月場所）

| | 一月場所 初場所（東京） | 三月場所 春場所（大阪） | 五月場所 夏場所（東京） | 七月場所 名古屋場所（愛知） | 九月場所 秋場所（東京）   | 十一月場所 九州場所（福岡） |
| --- | ----------------------- | ----------------------- | ----------------------- | --------------------------- | ------------------------- | --------------------------- |
| 2009年 （平成21年） | x                       | （前相撲）              | 西序ノ口20枚目 4–3      | 西序二段106枚目 5–2         | 東序二段58枚目 2–5        | 東序二段90枚目 3–4          |
| 2010年 （平成22年） | 東序二段109枚目 1–6     | 東序ノ口11枚目 4–3      | 東序二段89枚目 3–4      | 西序二段104枚目 2–5         | 西序ノ口6枚目 4–3         | 東序二段92枚目 4–3          |
| 2011年 （平成23年） | 西序二段62枚目 5–2      | 八百長問題 により中止   | 西序二段19枚目 2–5      | 西序二段34枚目 4–3          | 東序二段13枚目 2–5        | 西三段目94枚目 2–5          |
| 2012年 （平成24年） | 西序二段25枚目 4–3      | 東序二段8枚目 3–4       | 西序二段30枚目 4–3      | 西序二段6枚目 4–3           | 西三段目87枚目 休場 0–0–7 | 西序二段47枚目 優勝 7–0     |
| 2013年 （平成25年） | 東三段目48枚目 3–4      | 東三段目62枚目 3–4      | 西三段目79枚目 3–4      | 西三段目96枚目 5–2          | 東三段目63枚目 3–4        | 東三段目78枚目 2–5          |
| 2014年 （平成26年） | 東序二段4枚目 7–0       | 東三段目15枚目 3–4      | 西三段目31枚目 4–3      | 西三段目19枚目 6–1          | 西幕下41枚目 4–3          | 西幕下34枚目 3–4            |
| 2015年 （平成27年） | 東幕下42枚目 2–5        | 東三段目筆頭 5–2        | 東幕下41枚目 3–4        | 東幕下52枚目 3–4            | 東三段目3枚目 5–2         | 東幕下42枚目 2–5            |
| 2016年 （平成28年） | 東三段目3枚目 4–3       | 東幕下55枚目 3–4        | 西三段目7枚目 3–4       | 西三段目16枚目 優勝 7–0     | 東幕下13枚目 2–5          | 西幕下24枚目 4–3            |
| 2017年 （平成29年） | 東幕下19枚目 1–6        | 西幕下44枚目 0–1–6      | 西三段目19枚目 4–3      | 東三段目9枚目 4–3           | 西幕下58枚目 6–1          | 東幕下28枚目 1–6            |
| 2018年 （平成30年） | 東幕下54枚目 5–2        | 東幕下37枚目 4–3        | 東幕下29枚目 1–6        | 東幕下51枚目 3–4            | 西三段目3枚目 優勝 7–0    | 西幕下11枚目 2–5            |
| 2019年 （平成31年 /令和元年） | 東幕下28枚目 4–3        | 東幕下22枚目 4–3        | 東幕下17枚目 1–6        | 西幕下38枚目 4–3            | 東幕下35枚目 4–3          | 西幕下27枚目 4–3            |
| 2020年 （令和2年） | 西幕下22枚目 4–3        | 西幕下17枚目 2–5        | 感染症拡大 により中止   | 東幕下32枚目 5–2            | 東幕下17枚目 2–5          | 西幕下32枚目 4–3            |
| 2021年 （令和3年） | 西幕下25枚目 5–2        | 東幕下16枚目 4–3        | 東幕下11枚目 3–4        | 東幕下17枚目 4–3            | 東幕下13枚目 0–7          | 東幕下49枚目 5–2            |
| 2022年 （令和4年） | 西幕下33枚目 2–5        | 西幕下55枚目 4–3        | 西幕下44枚目 2–5        | 東幕下60枚目 6–1            | 西幕下29枚目 1–6          | 西三段目筆頭 4–3            |
| 2023年 （令和5年） | 西幕下50枚目 4–3        | 東幕下40枚目 5–2        | 西幕下27枚目 4–3        | 西幕下21枚目 4–3            | 西幕下16枚目 3–4          | 西幕下20枚目 1–6            |
| 2024年 （令和6年） | 西幕下47枚目 4–3        | 東幕下40枚目 5–2        | 西幕下24枚目 2–5        | 東幕下41枚目 3–4            | 西幕下55枚目 6–1          | 東幕下25枚目 4–3            |
| 2025年 （令和7年） | 東幕下18枚目 4–2–1      | 東幕下12枚目 3–4        | 西幕下18枚目 1–6        | 西幕下41枚目 3–4            | x                         | x                           |
| 各欄の数字は、「勝ち-負け-休場」を示す。 優勝 引退 休場 十両 幕下 三賞：敢=敢闘賞、殊=殊勲賞、技=技能賞 その他：★=金星 番付階級：幕内 - 十両 - 幕下 - 三段目 - 序二段 - 序ノ口 幕内序列：横綱 - 大関 - 関脇 - 小結 - 前頭（「#数字」は各位内の序列） |                         |                         |                         |                             |                           |                             |

## 改名歴
- 朝興貴 祐貴（あさこうき ゆうき）：2009年3月場所 -